# Jardin de la Renaissance
Un jardin de la Renaissance est un jardin ou un parc créé à l'époque et dans le style de la Renaissance. Parce que les premiers jardins de ce type sont originaires d'Italie, ils sont parfois appelés jardins à l'italienne. Les jardins réalisés plus tard en Allemagne, en France ou en Angleterre peuvent présenter certaines différences par rapport aux jardins italiens d'origine.

## Développement contemporain

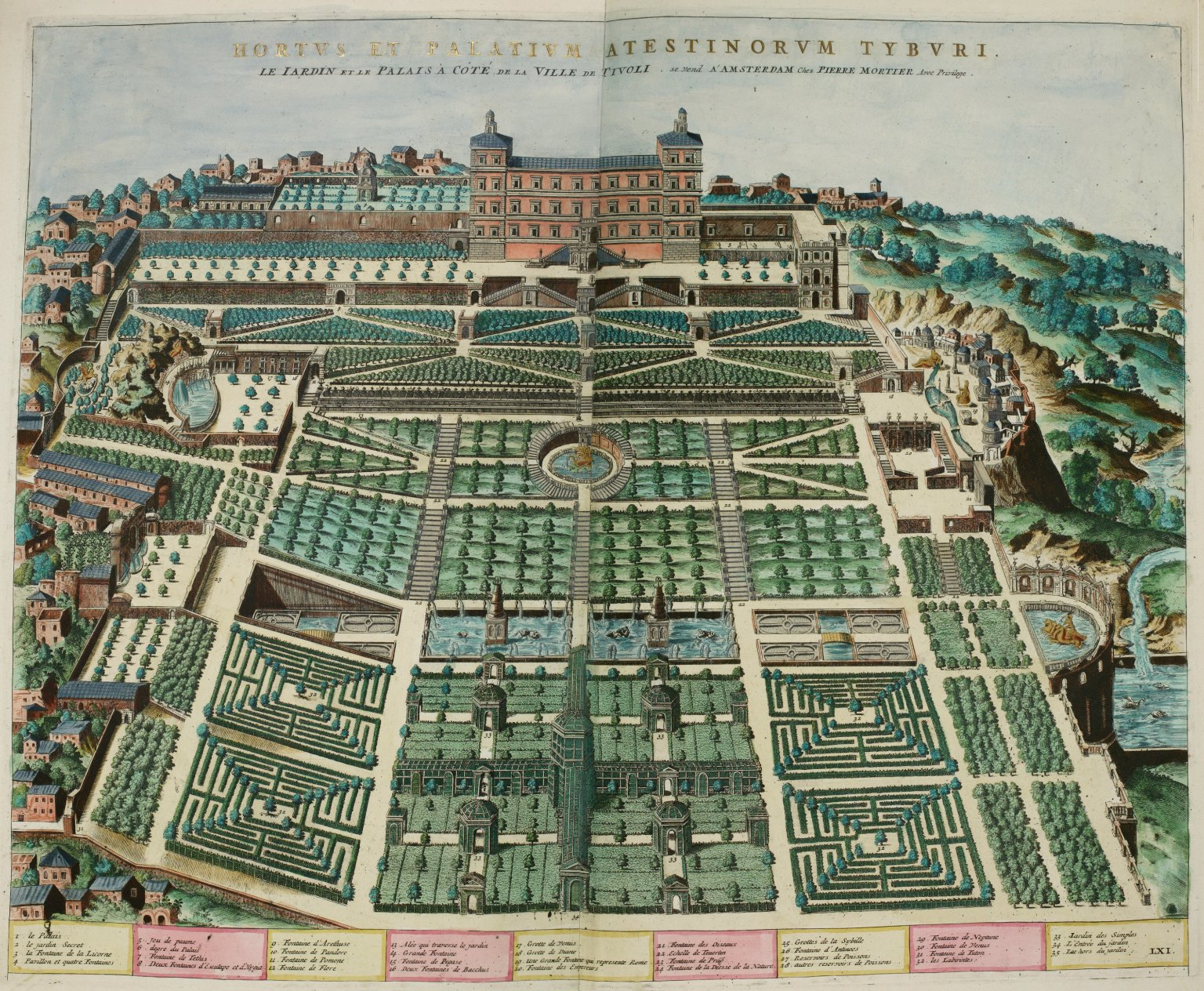
Étienne Dupérac, Jardin de la Villa d'Este à Tivoli, 1560-1575.

La conception fondamentale du jardin Renaissance a ses racines en Italie. Une nouvelle vision de la vie commence à s'y imposer à la fin du XVe siècle, avec un retour aux formes, aux valeurs et aux idées de l'Antiquité, qui influence non seulement les sciences humaines, mais aussi l'architecture et l'horticulture. Le concept d’humanisme conduit également  à une nouvelle compréhension des jardins. Les limitations médiévales sont abandonnées et, au lieu de se concentrer sur les châteaux et les fortifications, des palais et des villas commencent à apparaître. La nature prend une nouvelle signification. Il faut également prendre en considération les besoins de représentation des classes moyennes supérieures urbaines éclairées, qui construisent de plus en plus des retraites de loisirs et de contemplation en dehors des villes, en particulier dans l'Italie du Nord.

### Antiquité et humanisme

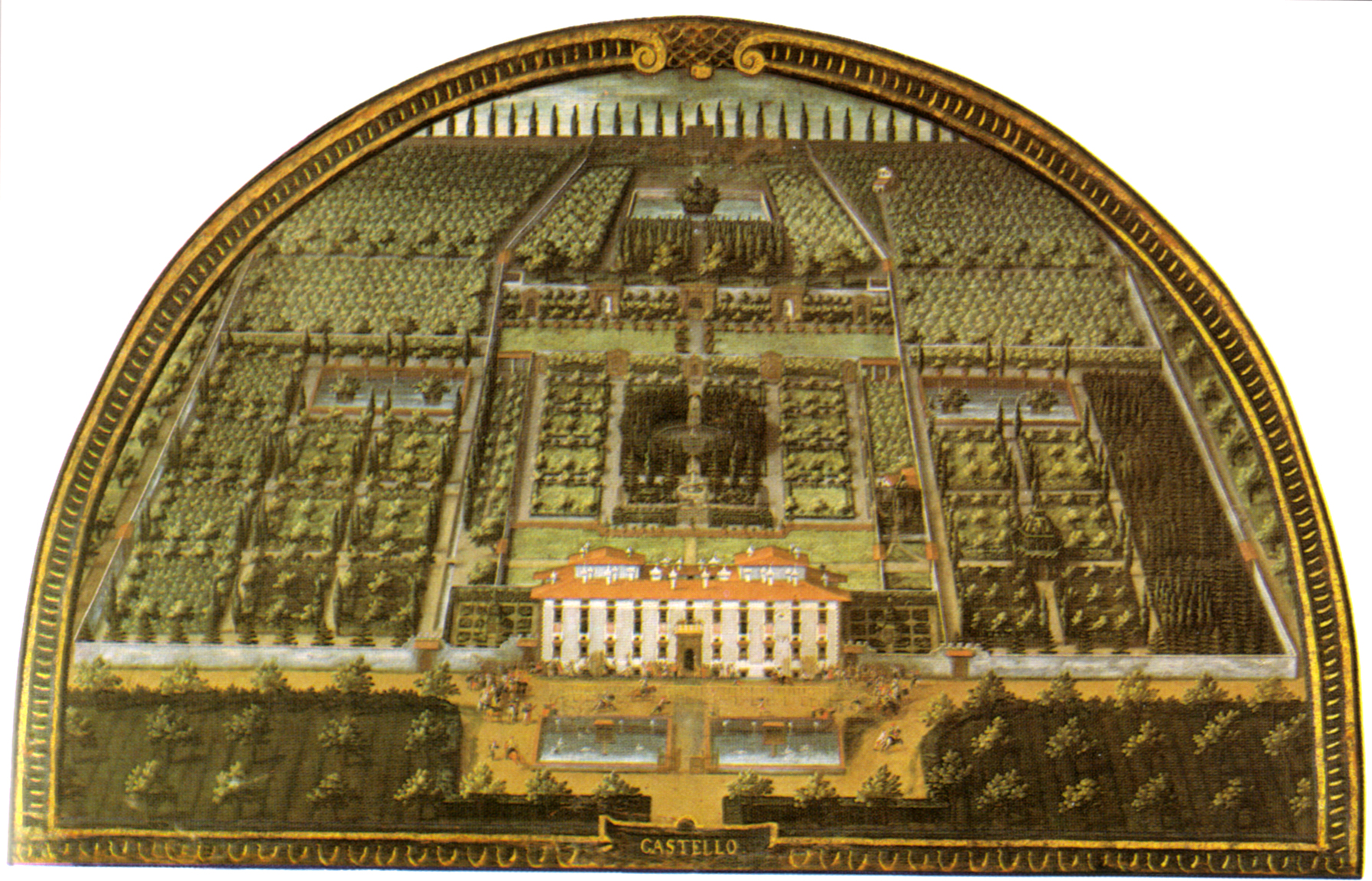
Jardins de la Villa Medicea di Castello près de Florence, conçus par Niccolò Tribolo.

La Renaissance est témoin d'une transition significative vers la littérature et la culture de l'Antiquité classique, qui contredit souvent les vues du Moyen Âge tardif. Au sein de ce mouvement, l'humanisme de la Renaissance émerge comme le « côté scientifique et spirituel », mettant l'accent sur l'ancien concept de culture et l'idéal de l'humanité comme désirs et objectifs. L’individu instruit devient l’objectif ultime de l’éducation humaniste.
Des personnalités éminentes de cette époque s'inspirent d'autorités antiques comme Vitruve ou Ovide pour créer des espaces de vie, dans le but de recréer l'ambiance de l'Antiquité classique. De beaux décors tels que l'Âge d'or, les jardins des Hespérides, des nymphes et des muses ou les Champs Élysées d'Homère et de Virgile sont représentés dans les œuvres littéraires étudiées pour la conception de ces espaces. Des descriptions littéraires détaillées des horti, comme les jardins de Lucullus sur le Pincio, les jardins de Mécène sur l'Esquilin, les jardins de Salluste, ceux de Jules César au Trastevere, les jardins impériaux sur le mont Palatin, et notamment la vaste Domus aurea de Néron, qui s'inspire du De vita Caesarum de Suétone, s'étendant sur une centaine d'hectares et incluant des prairies, des terres arables, des vignes, des vergers et des lacs artificiels, servent de modèles précieux. La conception des jardins de la Renaissance est influencé par l'esthétique ravivée de l'antiquité grecque et romaine, embrassant une homogénéité ordonnée et l'utilisation d'escaliers, de sculptures et de jeux d'eau.

### Nature

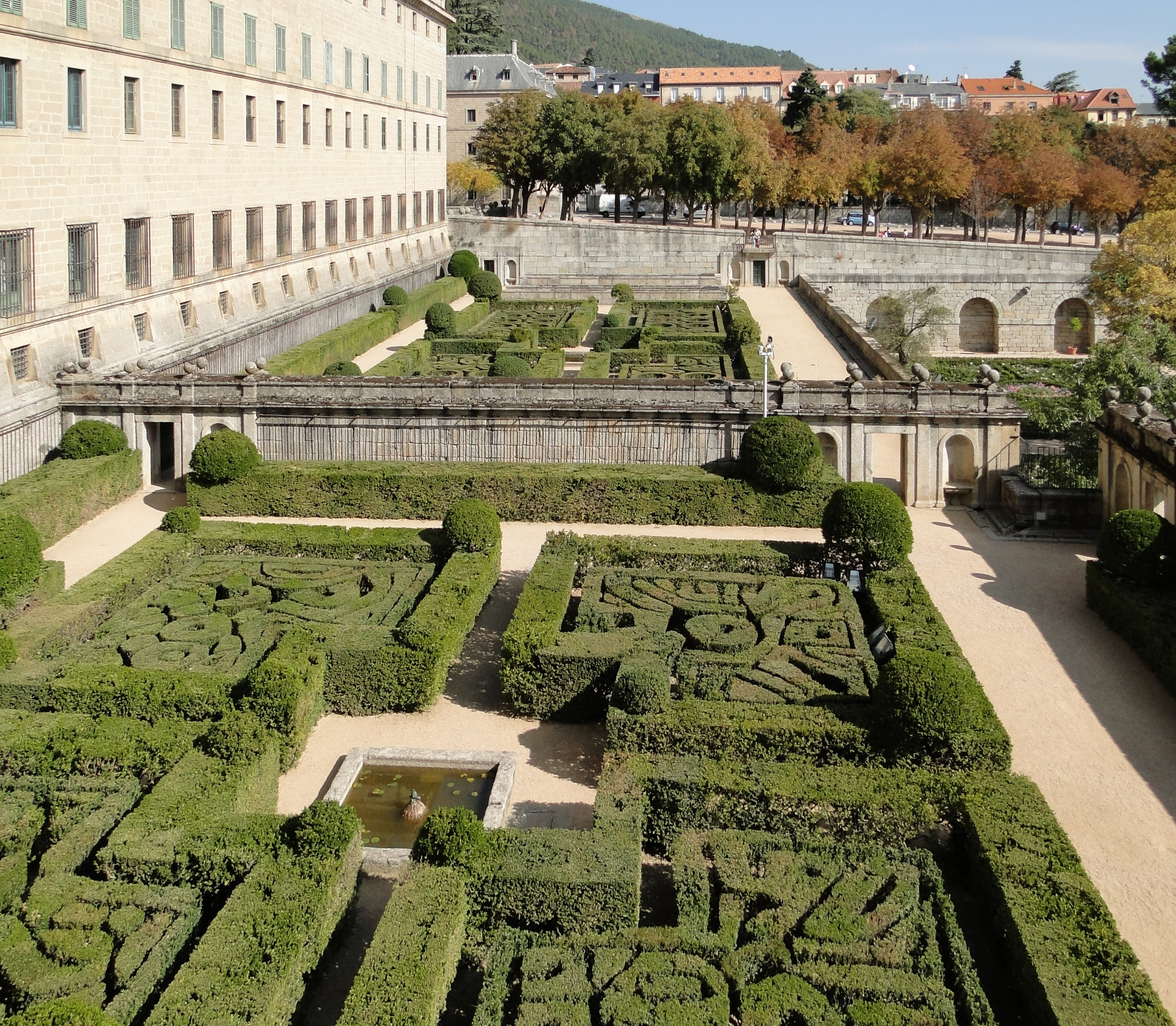
Jardins du complexe palatial de San Lorenzo de l'Escurial.

Les maîtres d’œuvre de la Renaissance visent à atteindre un équilibre entre l’architecture et la nature avec leurs idéaux. Aujourd'hui, le jardin de la Renaissance est appelé la « troisième nature » - par distinction entre la première (intacte) et la seconde (cultivée) nature.
Le jardin est censé être une image esthétique de la ruralité (Ruris imitatio) contrairement à l'agitation de la ville. La nature est réévaluée, elle devient la surface sur laquelle un nouveau bonheur de la vie peut être expérimenté. Il s’agit du lien, voire de la compétition, entre l’art et la nature :

« Si vous regardez un jardin Renaissance idéal, vous voyez un espace dans lequel l’architecture, l’art, la nature et le paysage forment un ensemble harmonieux pour donner à l’homme l’espace idéal pour son développement : pour s’attarder, pour lire, pour l’art, pour l’amour, pour la conversation philosophique, pour la récréation, pour être ou devenir lui-même. C’est une conception du paradis étendue par la conception de l’homme au paradis - une pensée profondément humaniste et en même temps profondément religieuse. »

— Hans von Trotha, 2012
À partir de Pétrarque, l'idéal de la villa de campagne et du jardin comme refuge se répand en Italie.

### Christianisme
L'importance considérable de l'église à cette époque conduit au développement d'une architecture de jardin qui combine les idéaux chrétiens avec les idées de l'Antiquité, des espaces de jardin confinés (Hortus conclusus) du culte médiéval de Marie jusqu'au jardin ouvert d'Éden. Selon Ulisse Aldrovandi, dans un paradis terrestre, « l'esprit et l'âme seraient libérés des pulsions inférieures », en référence à la villa Carpi et à un complexe de grottes qu’il admirait dans le jardin du Bufalos. L'ouvrage influent d'Érasme, Convivium religiosum, publié en 1522, décrit la transition de l'hortus conclusus de style monastique au jardin de la Renaissance de style chrétien. L’attitude fondamentale de l’humanisme de la Renaissance est l’optimisme, où la spiritualité du monde reflète systématiquement une affirmation positive de celui-ci.
En outre, la conception des jardins de la Renaissance incorpore également des éléments des traditions horticoles arabes, souvent avec une réinterprétation chrétienne. Un exemple est l'utilisation de cascades, telles que le « salsabil », qui ne nécessitent pas toujours l'utilisation d'escaliers et peuvent provenir d'anciennes utilisations romaines. Ces éléments d'inspiration arabe sont intégrés dans la conception globale des jardins, ajoutant une touche distincte et diversifiée à l'esthétique de la Renaissance.

### Géométrie et interrelations

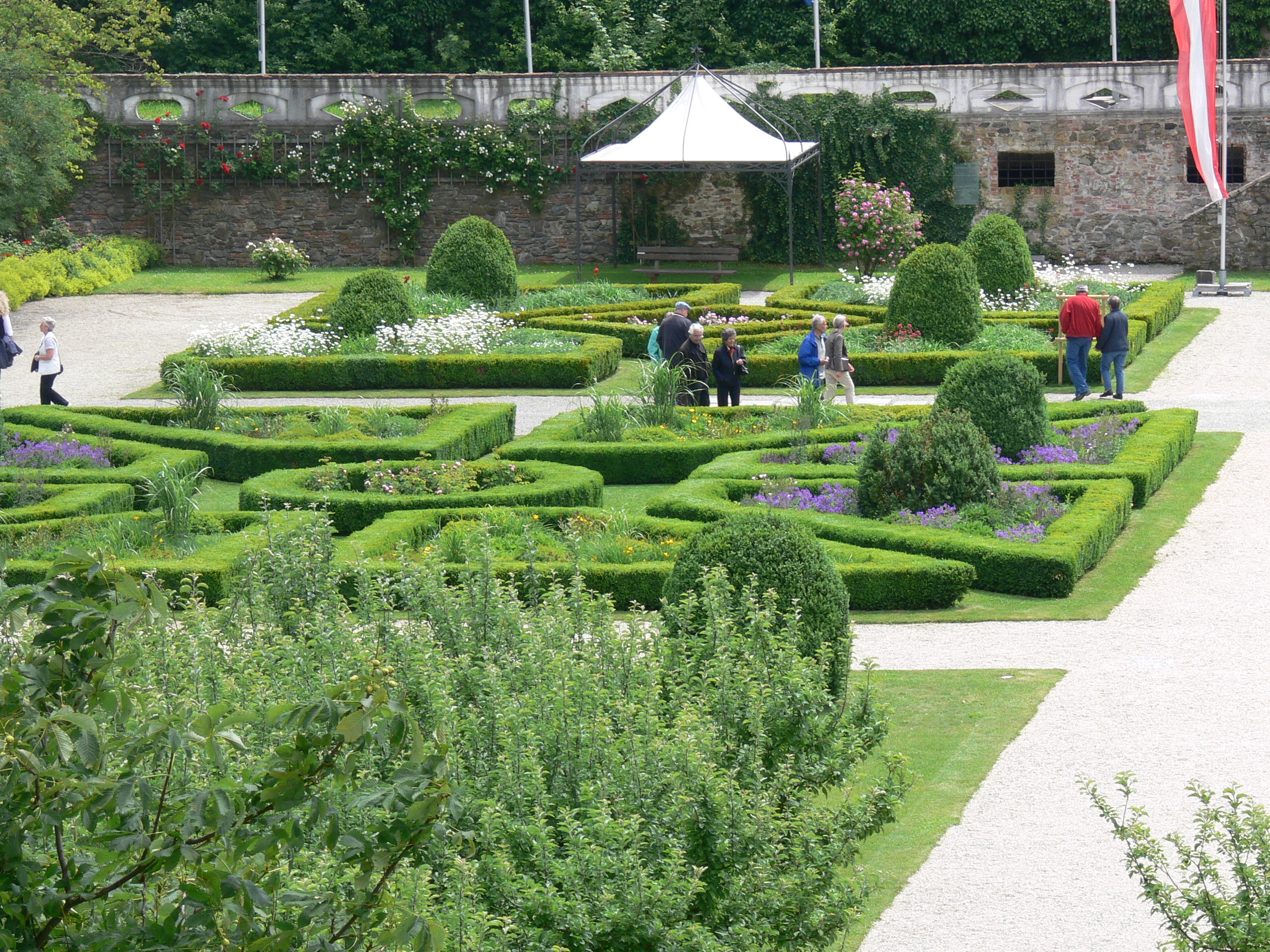
Jardin du Schallaburg en Autriche.

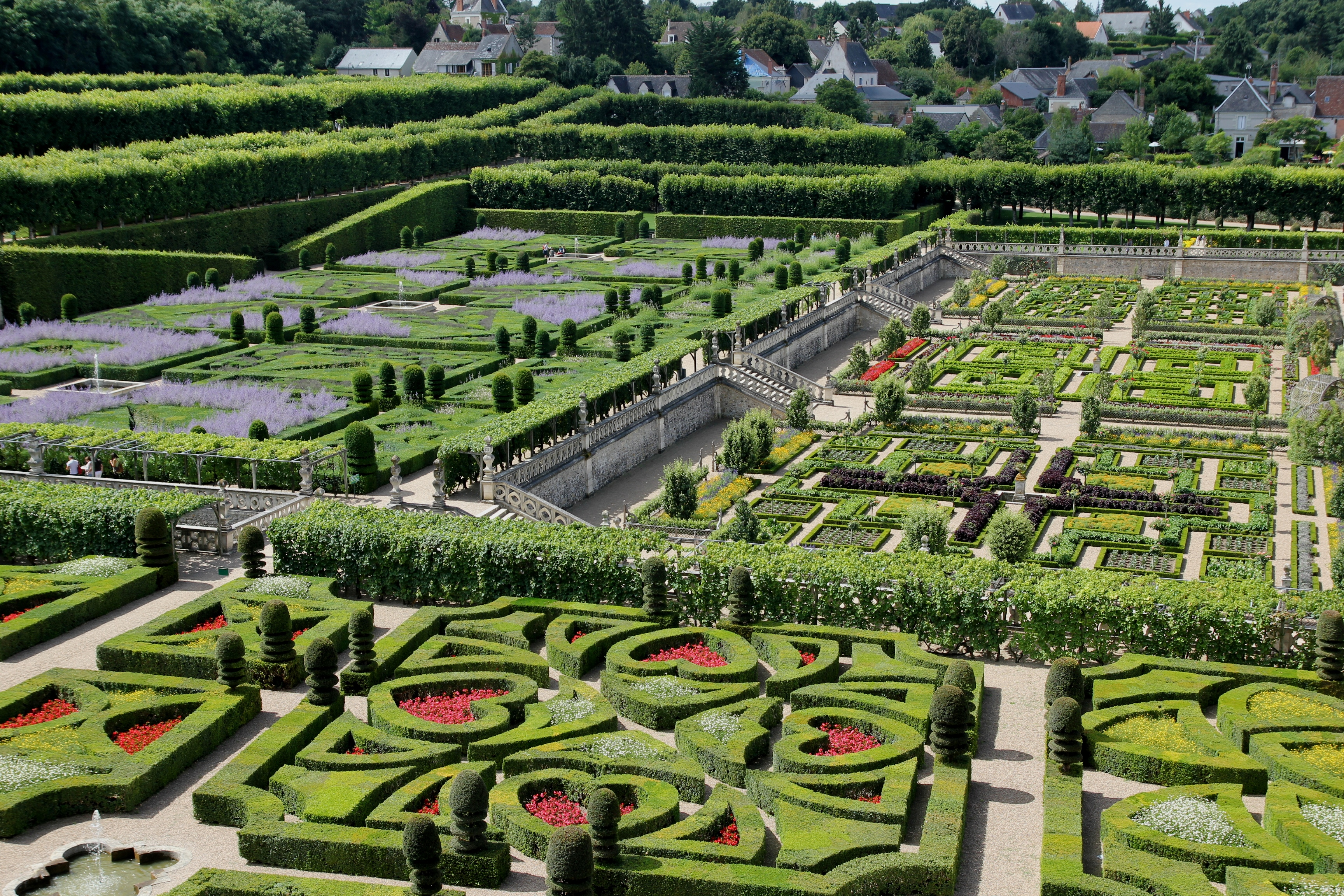
Parc du château de Villandry en France avec ses jardins ornementaux géométriques et potagers.

Avant tout, l'utilisation de structures d'ordre classiques, telles que la perspective, les proportions, la symétrie, les cercles, les quadrilatères et les triangles, reflète le lien fort et l'admiration pour l'esthétique de l'Antiquité. Les architectes de jardins tentent d’y parvenir en étendant les structures géométriques naturelles (symbole de l’ordre cosmique) à des unités plus grandes. En conséquence, le jardin de la Renaissance est souvent classé comme un jardin de type géométrique en raison de sa variété de formes géométriques et de sa structuration végétale. L'interrelation entre l'espace extérieur et le bâtiment est reconnue ; les constructeurs et les concepteurs de jardins travaillent pour les intégrer en une seule entité.
En 1452, l'architecte Leon Battista Alberti dédie son ouvrage L'Art d'édifier au pape Nicolas V. Dans cet ouvrage, il s'inspire des descriptions des jardins de la Rome antique par Pline le Jeune. Il incorpore ces idées dans ses directives pour la sélection, l'emplacement, la décoration et l'agencement des villas. Ces principes sont applicables à la fois à la conception des palais et des jardins, reflétant une approche unifiée pour créer des espaces harmonieux et esthétiques.

« L’architecte doit maintenir avec précision un sentiment de bonne proportion et de régularité afin que l’équilibre agréable de l’ensemble ne soit pas perdu au-dessus de l’attrait des parties individuelles. »

— Leon Battista Alberti, 1452
En 1485, il demande que le jardin soit d’abord lié à l’architecture, à la villa et aux arts visuels, tels que la sculpture de jardin. Sa forme régulière doit suivre des modèles architecturaux ; le jardin devrait avoir un axe médian central et devrait développer des lignes de fuite, suggérant l’influence de la perspective linéaire dans la peinture.
Le roman allégorique Hypnerotomachia Poliphili, écrit par Francesco Colonna et publié en 1499, joue un rôle central dans l'élaboration de l'art des jardins de la Renaissance. Le roman, considéré à l'époque comme la « bible » de l'aménagement de jardins, raconte l'histoire de Poliphilus, qui visite une île dotée d'un vaste jardin incroyablement beau et minutieusement documenté. Dans ce jardin, la richesse de la nature se mêle à l'élégance raffinée des formes géométriques. De nombreux concepteurs de jardins influents de la Renaissance italienne s'inspirent des concepts de jardins du roman et les incorporent dans leurs propres conceptions.

### Structures paysagères
En Italie, les premiers jardins de la Renaissance sont créés soit dans des châteaux urbains existants, soit dans le cadre de villas de campagne nouvellement construites. Des fortifications plus anciennes sont réaménagées pour accueillir ces jardins. Les contraintes spatiales de ces zones servent de base à la conception des nouveaux jardins. Les résidences de campagne, souvent situées en pente, imposent que les jardins soient aménagés en terrasses pour s'adapter au terrain naturel. Cet agencement est conforme aux concepts des planificateurs de jardins, car il permet d'inclure des perspectives, des axes, des maçonneries et, surtout, des jeux d'eau. En milieu urbain, des tentatives sont faites pour incorporer des terrasses dans les jardins, même si cela n'est pas toujours réalisable. Les plus petits jardin trouvés dans les villes sont connues sous le nom de Giardini segreti (jardin secret).

## Éléments stylistiques

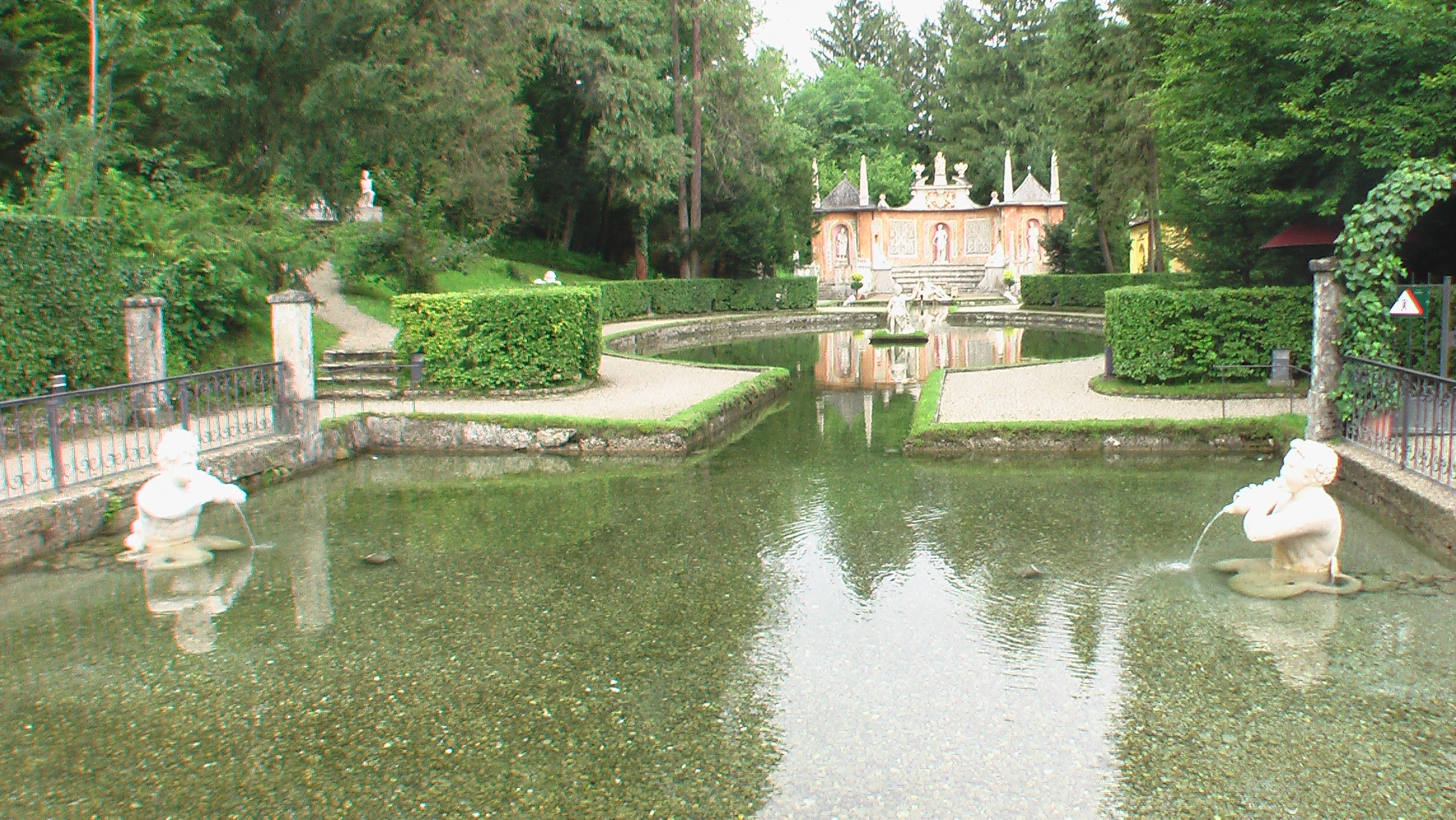
Fontaines sophistiquées du château de Hellbrunn à Salzbourg datant de la fin de la Renaissance et commandées par le prince archevêque Mark Sittich von Hohenems au début du XVIIe siècle.

Les jardins de la Renaissance varient dans leur forme selon les régions. Ces différences sont principalement influencées par les circonstances entourant leur création. En Italie, les nouveaux jardins sont souvent créés dans des zones rurales auparavant sous-développées. En revanche, en France et dans les régions germanophones, les jardins sont souvent construits au sein de châteaux et de palais existants, en utilisant les espaces disponibles et en réutilisant fréquemment d'anciennes fortifications. Les exigences et préférences des constructeurs contribuent également aux variations. Les jardins à la française sont souvent commandés par des membres de la haute noblesse, alors que la création de jardins en Italie voit une plus grande implication de la classe patricienne aisée. Le climat a également un impact sur la détermination des options de conception. Malgré ces distinctions régionales, certains éléments stylistiques sont partagés.

### Structures de base

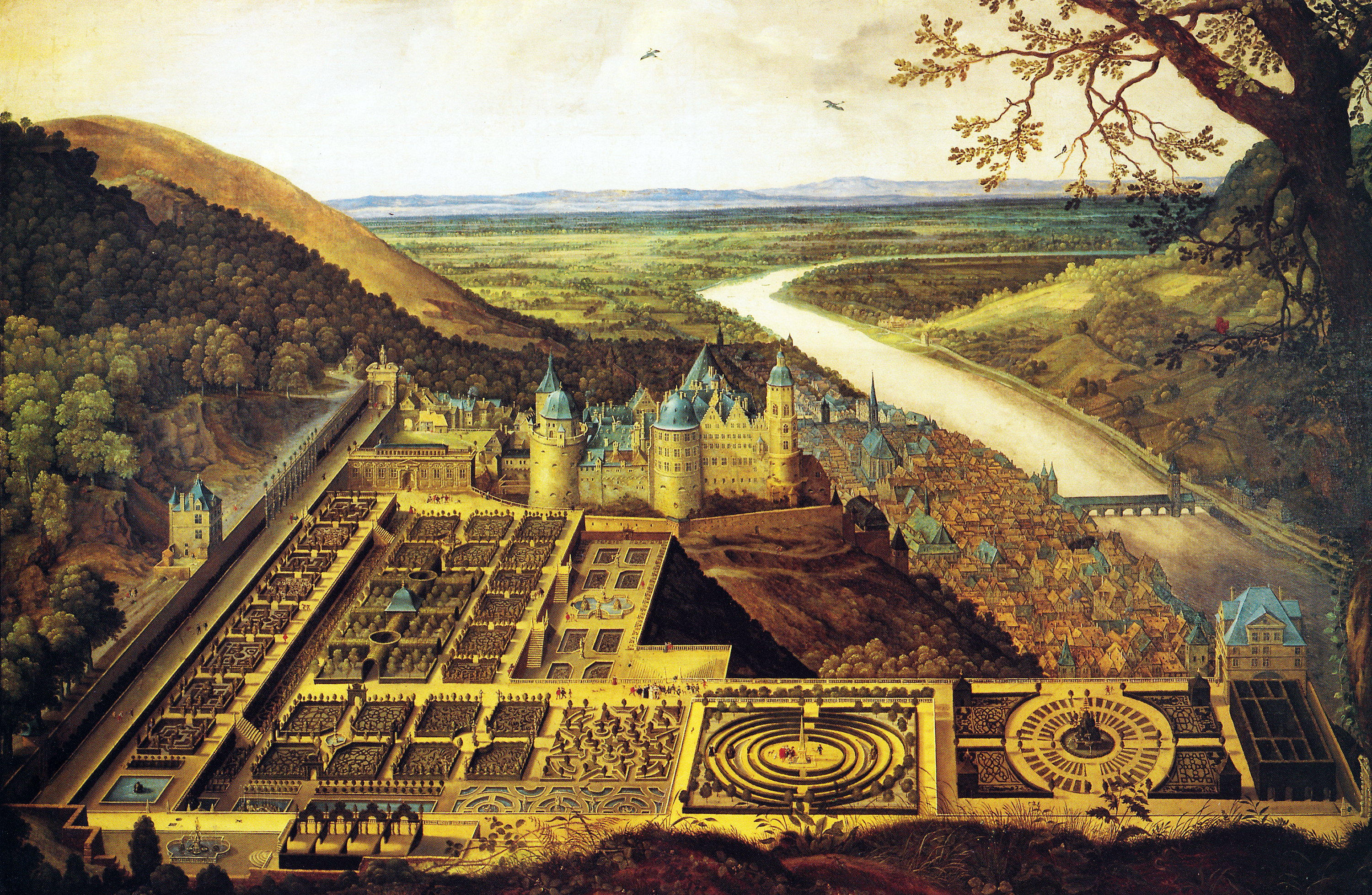
L' Hortus Palatinus (« jardin du Palatinat »), le jardin du château de Heidelberg, le jardin Renaissance le plus connu d'Allemagne, un modèle pour des jardins similaires dans d'autres résidences allemandes.

Des murailles en pierre, issus de l'horticulture médiévale, sont souvent utilisés pour clôturer les jardins. Des axes, tels que des avenues, des passerelles, des canaux ou des arcades, sont introduits pour structurer la perspective du jardin tout en tenant compte de l'emplacement et de l'architecture des bâtiments. L'aménagement général se compose généralement de différentes sections au sein d'un complexe de jardins, telles que des jardins d'agrément et des jardins potager, conçus pour interagir les uns avec les autres et s'harmoniser avec l'environnement naturel voisin. Dans le jardin classique de la Renaissance, il y a souvent jusqu'à quatre zones rectangulaires à peu près égales, connues sous le nom de parterres à l'italienne qui présentent des formes géométriques telles que des carrés, des rectangles, des diagonales et des cercles. Ces espaces sont souvent entourés de galeries avec des pavillons d'angle. La grotte constitue un trait distinctif du jardin de la Renaissance italienne, un lieu caché et mystérieux qui symbolise un passage vers les enfers ou une retraite secrète dans le jardin.
Les formes de plantation populaires dans les jardins de la Renaissance comprennent des parterres en nœuds, des bordures, des haies, des avenues, des pergolas et des treillages. Les jardins sont agrémentés de topiaires et d'éléments ornementaux, utilisant souvent du buis. Dans certains jardins complexes, comme ceux conçus par Sebastiano Serlio, on peut observer les premiers éléments de labyrinthes.
Les plantes bulbeuses couramment utilisées comprennent les jacinthes, les lys, diverses espèces d'iris et les tulipes. En Italie, où les précipitations sont irrégulières, il est courant de placer ces plantes dans des pots en terre cuite pour les cultiver.

### Terrasses
Des marches de terrasse reliées par des escaliers sont construites en fonction de la taille et des caractéristiques de la propriété. Dans les villas italiennes, les cultures prospèrent sur les pentes des montagnes du Latium, de la Toscane et de la Ligurie, au climat favorable. En raison de la prévalence du paludisme, les terres basses sont considérées comme inadaptées. Même dans les Domini di Terraferma, la seule région d'Italie où la villegiatura (vacances à la campagne) se développe dans les plaines, les premières villas sont construites sur les quelques collines disponibles. La disposition en terrasses permet la création d'escaliers ou de belvédères complexes, offrant des vues panoramiques.

### Jeux d'eau

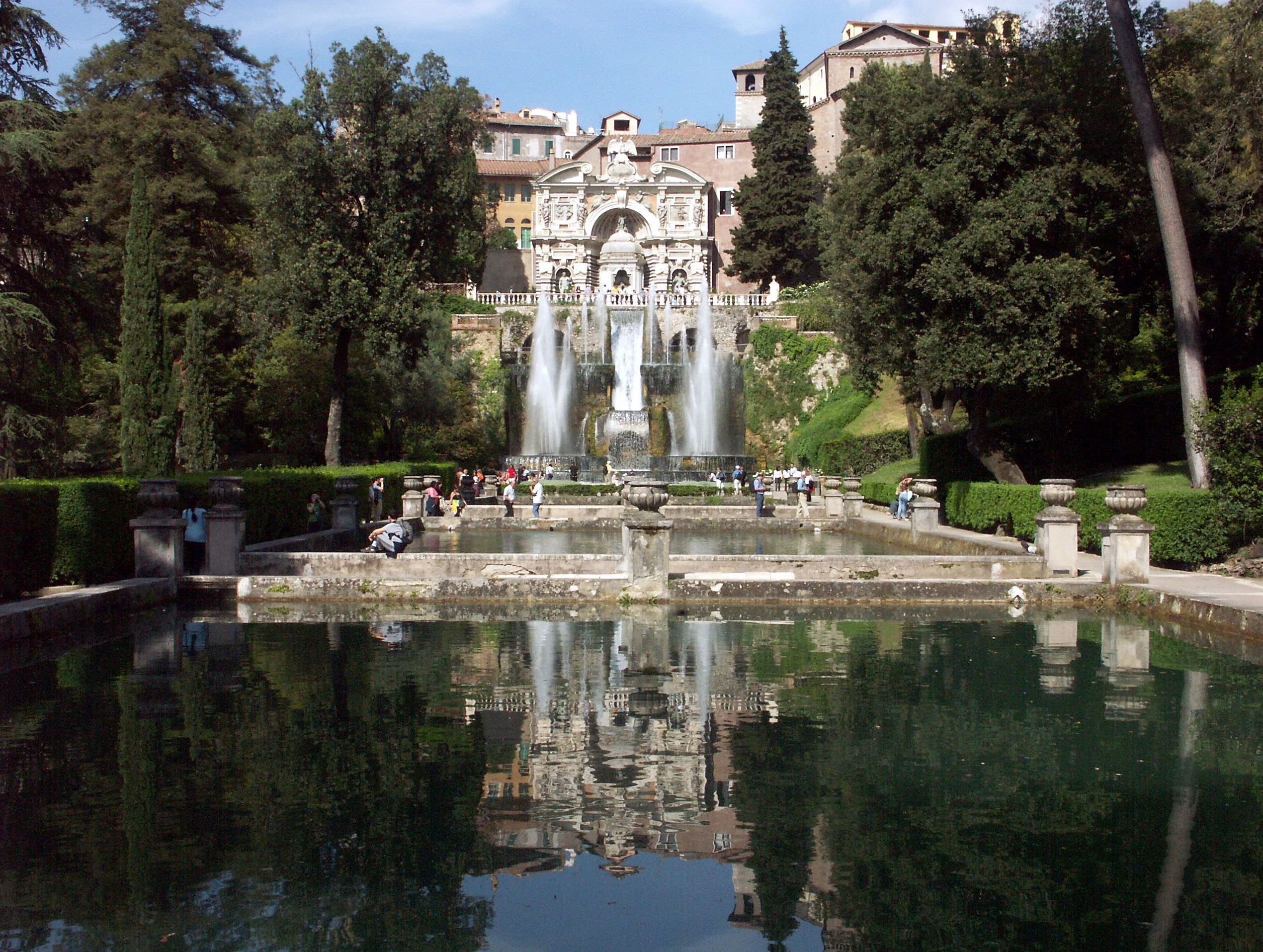
Jardin de la Villa d'Este à Tivoli : axe transversal avec bassins à poissons, Fontaine de Neptune et Orgue à eau.

En Italie, en raison des étés caniculaires, la présence de sources et de cours d’eau naturels est indispensable pour la conception de jardins. L'eau sert non seulement de moyen d'irrigation, mais aussi de point focal pour de nombreux jardins renommés de la Renaissance, qui présentent de superbes jeux d'eau connus sous le nom de Giochi d'acqua. Ces éléments aquatiques servent non seulement à des fins pratiques, mais expriment également une admiration romantique pour la nature. À mesure que le jardin de la Renaissance évolue vers le maniérisme, les jeux d'eau deviennent plus élaborés. En plus des bassins d'eau et des grottes inondées, des fontaines, des cascades et des jeux d'eau ludiques, tels que des fontaines qui surprennent les visiteurs en les éclaboussant lorsqu'ils marchent sur une dalle de sol spécifique, sont créés pour produire des effets inattendus. Les cascades de la Villa d'Este et la fontaine de Neptune dans le jardin de Boboli du palais Pitti à Florence sont des exemples notables de ces grands jeux d'eau.

### Autres éléments

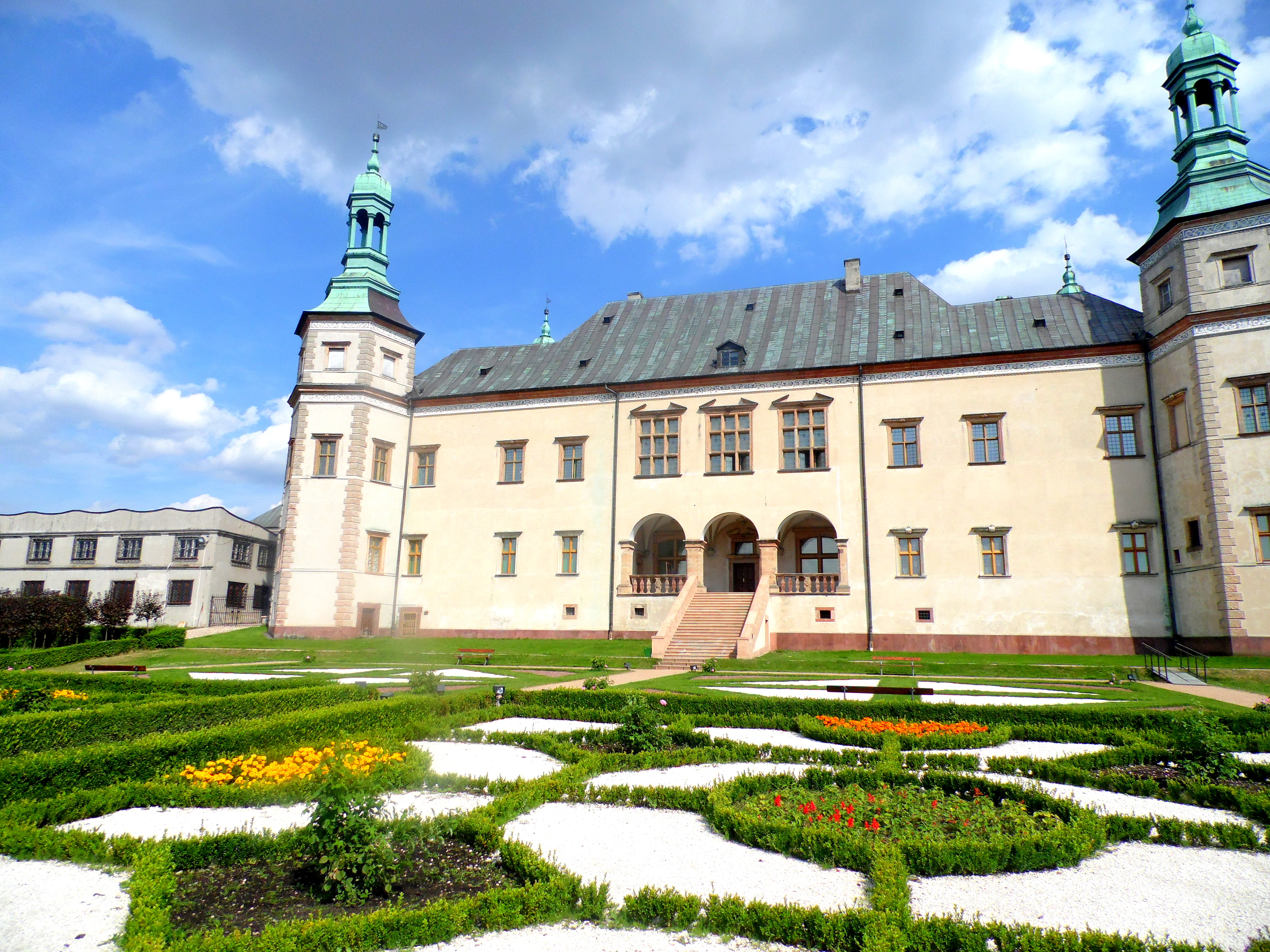
Jardin Renaissance reconstitué du palais épiscopal de Kielce, Pologne.

Dans les jardins de la fin de la Renaissance et du maniérisme, des violations délibérées du principe de conception harmonieuse apparaissent, comme des bâtiments intentionnellement construits selon des angles non conventionnels (comme dans les jardins de Bomarzo) et par l'utilisation de masques surdimensionnés dans le jardin maniériste du palais Giusti près de Vérone.

## Démarcation du jardin baroque
L'exquis jardin baroque est une continuation et une amélioration du jardin serein de la Renaissance. Les deux font partie d’une même idée, se présentant comme une œuvre d’art complète. La géométrie agit comme élément de liaison dans l’utilisation de la pierre et des plantes. Le jardin baroque sert d'environnement grandiose et public avec un message clair, où tous les aspects sont secondaires par rapport à la conception globale, contrairement au jardin Renaissance, qui cherche à créer des espaces intimes et isolés. En conséquence, le jardin de la Renaissance reste une association lâche d’espaces de jardin adjacents individuels mais cohérents. Le jardin baroque, quant à lui, constitue un complexe global entièrement composé et à orientation centrale. Alors que dans le jardin de la Renaissance, la nature est introduite dans le jardin comme expression du nouvel humanisme, le jardin baroque impose à la nature des structures rationalistes. L’ancien style de jardin met l’accent sur la concentration, tandis que le nouveau étend sa portée et son ambition.
Contrairement au jardin Renaissance, le parc baroque ne met pas l’accent sur les hautes terrasses, les belvédères et les escaliers élaborés. Au lieu de cela, il se concentre sur une vaste décoration sculpturale. Cependant, certains éléments comme les grottes, les cabinets et les maisons de plaisance y sont encore incorporés. L’utilisation de briques en architecture cède la place à une architecture végétale, où les plantes jouent un rôle central. Le jardin baroque, contrairement au jardin Renaissance, repose sur des éléments d’eau stagnante. Les parterres de nœuds sont  remplacés par des parterres de broderie complexes. L'axe visuel devient l'élément dominant de la mise en scène du jardin, tous les arrangements floraux et éléments de conception horticoles servant l'ensemble. La perfection du jardin baroque devient un symbole de l'absolutisme royal, contrastant avec les idéaux de la Renaissance. En outre, le jardin baroque marque l’intégration de l’art du jardin en tant que forme d’expression artistique à part entière aux côtés d’autres genres.

## Jardins de la Renaissance importants

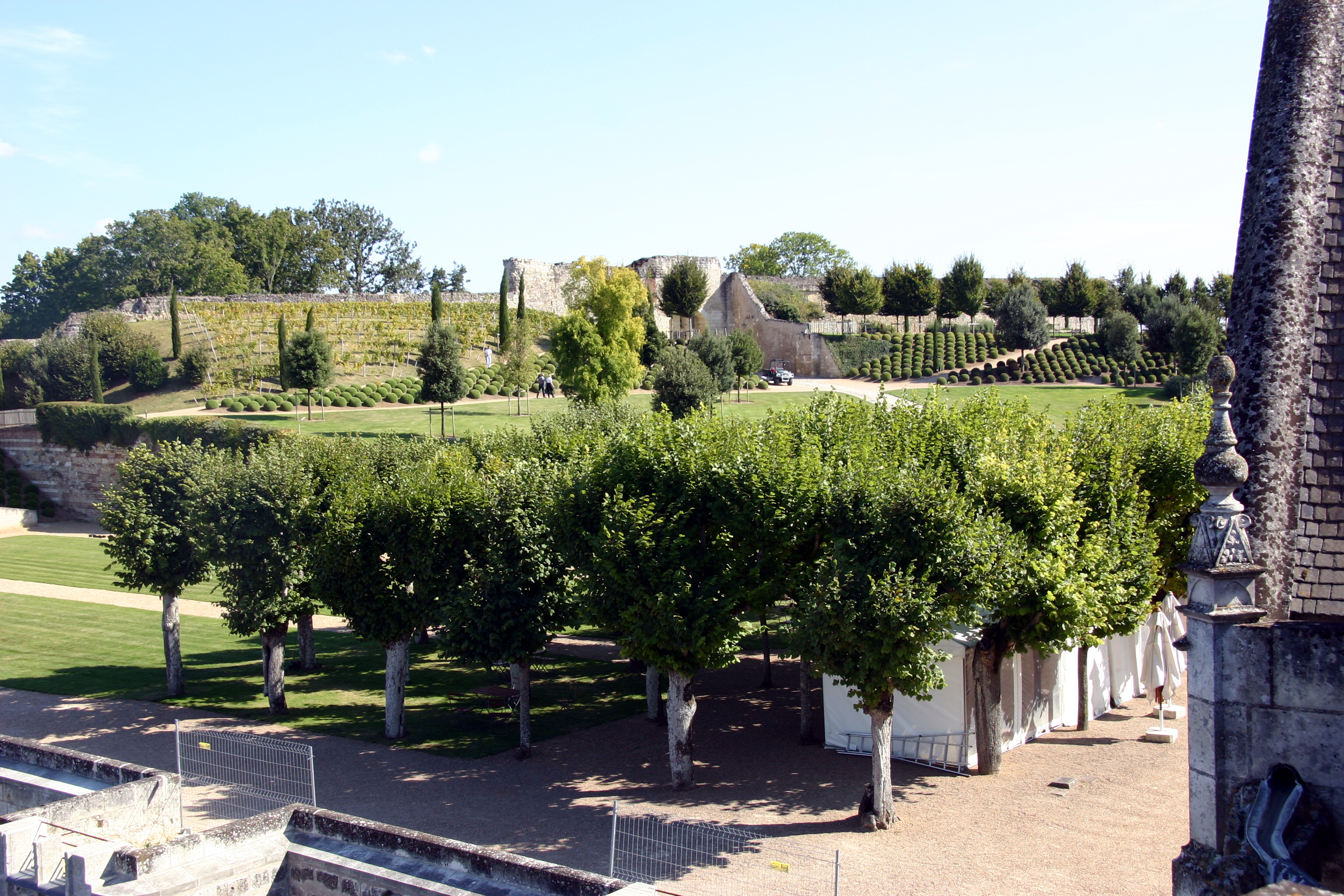
Jardin du château d'Amboise avec arbres, buis et vignes.

Il est peu probable que les jardins originaux de la Renaissance conservent aujourd’hui leur forme originelle. Certains complexes sont reconstruits et d'autres conservés dans les grandes lignes de leur structure originale. Ainsi, murs, escaliers, terrasses, fontaines, grottes et même sculptures peuvent être authentiques. Cependant, les perspectives concernant la plantation de ces jardins diffèrent. Les jardins sont par définition éphémères car leurs plantes et leurs structures se développent, puis finissent par disparaître. L'architecture du jardin évolue constamment, les jardins sont remodelés ; les époques ultérieures du jardin baroque, ainsi que le jardin à l'anglaise, n'ont pas survécu intacts aux jardins de la Renaissance, alors répandus.
Au début du XVIe siècle, un remarquable jardin Renaissance est créé à l'emplacement de l'actuelle cour du Belvédère et de la bibliothèque apostolique vaticane. Ce jardin est considéré comme le premier exemple de jardin de la Renaissance ; sa création et sa conception sont bien documentées. Il est conçu par Bramante en 1503 sur commande du pape Jules II, en s'inspirant des principes architecturaux de Leon Battista Alberti. Même si le jardin du Vatican ne dure pas longtemps, le langage conceptuel innovant de Bramante fait forte impression. En France, Jean Androuet du Cerceau s'impose comme architecte influent des jardins de la Renaissance. Vers 1500, le premier jardin de la Renaissance française est créé au château d'Amboise.
Parmi les jardins renommés de la Renaissance, le jardin de la Villa d'Este à Tivoli est l'un des exemples les plus célèbres d'Italie. Le parc reconstitué du château de Villandry est le seul jardin Renaissance subsistant en France. En Allemagne, il a été prévu de restaurer le jardin Renaissance du château de Heidelberg (Hortus Palatinus), autrefois salué comme la « huitième merveille du monde » et qui présente désormais des éléments d'un jardin paysager anglais. Le jardin Renaissance du château de Berg en Sarre est une attraction touristique populaire. Les « jardins suspendus de Neufra » du château de Neufra ont été restaurés en 1988. En outre, le palais épiscopal de Kielce en Pologne présente un jardin Renaissance reconstruit sur son côté ouest en 2003.